# ルアナ・ピニェーロ
ルアナ・ピニェーロ（Luana Pinheiro、1993年11月18日 - ）は、ブラジルの女性総合格闘家。パライバ州ジョアンペソア出身。BHライノス/ノヴァウニオン所属。UFC世界女子ストロー級ランキング14位。ルアナ・ピニェイロとも表記される。

## 来歴
柔道一家に生まれ、2歳から柔道を始めた。南米選手権やブラジル国内選手権で優勝するなど活躍し、リオデジャネイロオリンピックのブラジル代表チーム入りを目指しベロオリゾンテに移住したが、最終的に代表入りを逃したため2015年末に総合格闘技のトレーニングを始めた。2016年にプロ総合格闘技デビュー。
2020年11月10日、Dana White's Contender Series 35でステファニー・フラウストと対戦し、右フックでダウンを奪いパウンドで1RKO勝ちを収め、UFCとの契約権を獲得した。

### UFC
2021年5月1日、UFC初参戦となったUFC on ESPN: Reyes vs. Procházkaでランダ・マルコスと対戦。1Rにマルコスが反則であるグラウンド状態での顔面への蹴り上げを放ち、ピニェーロが続行不可能となったため失格勝ち。
2023年4月8日、UFC 287で女子ストロー級ランキング10位のミシェル・ウォーターソンと対戦し、2-1の判定勝ち。
2023年11月18日、UFC Fight Night: Allen vs. Craigで女子ストロー級ランキング10位のアマンダ・ヒバスと対戦し、右スピニングバックキックから右ストレートでダウンを奪われ、パウンドで3RTKO負け。

## 人物・エピソード
- 同じく総合格闘家のマテウス・ニコラウと交際している[6]。

## 戦績
| 総合格闘技 戦績 | 総合格闘技 戦績 | 総合格闘技 戦績 | 総合格闘技 戦績 | 総合格闘技 戦績 | 総合格闘技 戦績 | 総合格闘技 戦績 |
| --------------- | --------------- | --------------- | --------------- | --------------- | --------------- | --------------- |
| 15 試合         | (T)KO           | 一本            | 判定            | その他          | 引き分け        | 無効試合        |
| 11 勝           | 2               | 5               | 3               | 1               | 0               | 0               |
| 4 敗            | 1               | 1               | 2               | 0               | 0               | 0               |

| 勝敗 | 対戦相手                               | 試合結果                             | 大会名                              | 開催年月日     |
| ×    | ジリアン・ロバートソン                 | 5分3R終了 判定0-3                    | UFC Fight Night: Magny vs. Prates   | 2024年11月9日  |
| ×    | アンジェラ・ヒル                       | 2R 4:12 ギロチンチョーク             | UFC Fight Night: Barboza vs. Murphy | 2024年5月18日  |
| ×    | アマンダ・ヒバス                       | 3R 3:53 TKO（右ストレート→パウンド） | UFC Fight Night: Allen vs. Craig    | 2023年11月18日 |
| ○    | ミシェル・ウォーターソン               | 5分3R終了 判定2-1                    | UFC 287: Pereira vs. Adesanya 2     | 2023年4月8日   |
| ○    | サム・ヒューズ                         | 5分3R終了 判定3-0                    | UFC Fight Night: Vieira vs. Tate    | 2021年11月20日 |
| ○    | ランダ・マルコス                       | 1R 4:16 失格（反則の蹴り上げ）       | UFC on ESPN 23: Reyes vs. Procházka | 2021年5月1日   |
| ○    | ステファニー・フラウスト               | 1R 2:48 KO（右フック→パウンド）      | Dana White's Contender Series 35    | 2020年11月10日 |
| ○    | ヘレン・ハーパー                       | 1R 3:00 KO（右フック）               | Brave CF 29                         | 2019年11月15日 |
| ○    | ヤスメリ・アラケ                       | 1R 2:34 リアネイキドチョーク         | Brave CF 26                         | 2019年9月7日   |
| ○    | イレイン・リール                       | 1R 4:46 ギロチンチョーク             | Brave CF 11                         | 2019年4月13日  |
| ○    | ジェシカ・ケリー・ソアレス・ホドリゲス | 1R 2:37 リアネイキドチョーク         | Federação Fight 7                   | 2018年3月10日  |
| ○    | シャーリーン・バチスタ・ジ・ソウザ     | 1R 1:40 腕ひしぎ十字固め             | Federação Fight 4                   | 2017年7月1日   |
| ×    | クリス・マクフェル・フェレイラ・マセド | 5分3R終了 判定1-2                    | All Fights 1                        | 2017年3月19日  |
| ○    | ジェシカ・ケリー・ソアレス・ホドリゲス | 1R 2:00 腕ひしぎ十字固め             | BH Sparta 10                        | 2016年11月19日 |
| ○    | タティアン・アラウジョ                 | 5分3R終了 判定3-0                    | BH Sparta 9                         | 2016年10月9日  |